# George Ezra
George Ezra Barnett (* 7. června 1993 Hertford, Anglie, Spojené království) je anglický zpěvák a textař, původem z Hertfordu. V roce 2011 se přestěhoval do Bristolu. Jeho první EP Did You Hear the Rain? bylo zveřejněno v říjnu roku 2013 a bylo následováno dalším EP Cassy O', které bylo vydáno v březnu 2014. Ezra se výrazněji proslavil poté, co vydal píseň „Budapest“, s níž rychle dobyl nejvyšší příčky hitparád v některých státech světa. Na Novém Zélandu, v Rakousku a v Česku stála tato píseň dokonce celé léto 2014 na prvním místě žebříčku. V dalších devíti státech světa, jako je například Anglie nebo Skotsko, se píseň vešla do top 10. Jeho debutové studiové album vydané v červnu 2014 nese název Wanted on Voyage. George Ezra je zajímavý také svým hlasem. Svůj hluboký hlas využívá ve skladbách převážně bluesového charakteru, některé je možno zařadit i do žánru alternativního rocku. Většinu skladeb si spolu s kapelou doprovází sám na elektroakustickou kytaru. Píseň „Listen to the Man“ je jednou z jeho nejpopulárnějších; ve videoklipu si zahrál i Ian McKellen. Má mladšího bratra Ethana Jamese Barnetta, také písničkáře, vystupujícího pod jménem Ten Tonnes a sestru Jessicu, která ho doprovází na turné.

## Diskografie
- Wanted on Voyage (2014)
- Staying at Tamara's (2018)
- Gold Rush Kid (2022)